# 1799
1799 (MDCCXCIX) je bilo navadno leto, ki se je po gregorijanskem koledarju začelo na torek, po 11 dni počasnejšem julijanskem koledarju pa na soboto.

## Dogodki
- 25. julij - Napoleon v bitki za Abukir (Egipt) porazi 10.000-glavo osmansko armado.
- 10. december - Francija kot prva država uradno prevzame metrični sistem enot.

## Rojstva
- 26. februar - Benoit Paul Émile Clapeyron, francoski inženir, fizik († 1864)
- 22. marec - Friedrich Wilhelm August Argelander, nemški astronom († 1875)
- 20. maj - Honoré de Balzac, francoski pisatelj († 1850)
- 6. junij - Aleksander Sergejevič Puškin, ruski pesnik, pisatelj, dramatik († 1837)
- 18. junij - William Lassell, angleški astronom († 1880)

## Smrti
- 9. januar - Maria Gaetana Agnesi, italijanska matematičarka, filozofinja in jezikoslovka (* 1718)
- 18. maj - Pierre Beaumarchais, francoski komediograf (* 1732)
- 31. maj - Pierre Charles Le Monnier, francoski astronom (* 1715)
- 17. oktober - Louis Claude Cadet de Gassicourt, francoski kemik in farmacevt (* 1731)